# Doris Gercke

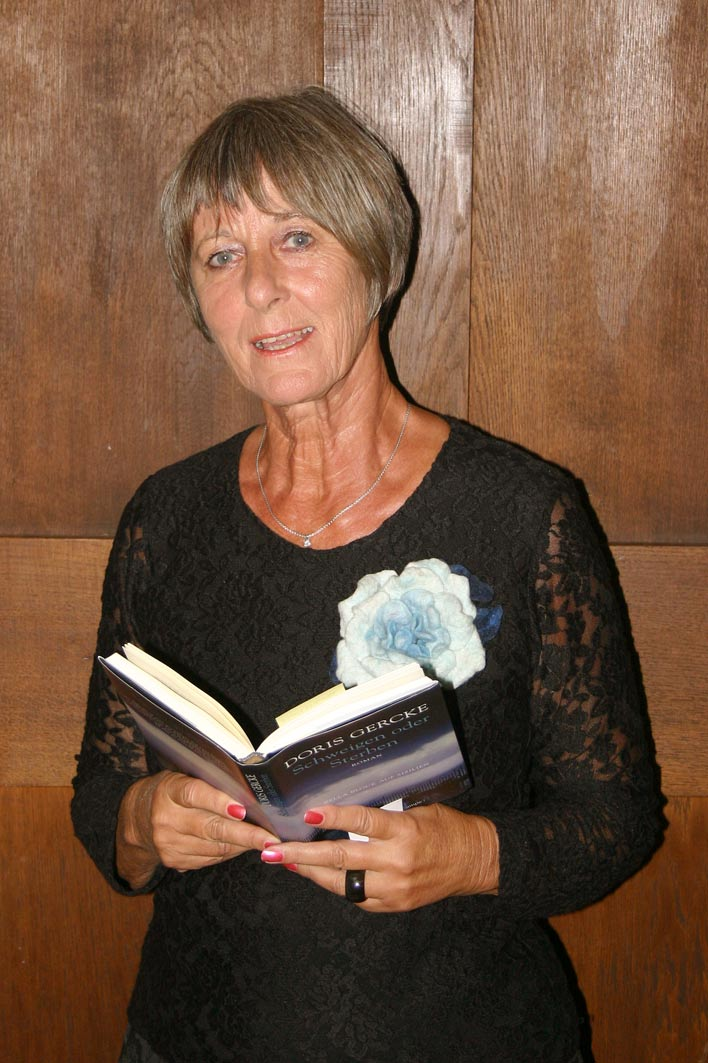
Doris Gercke, 2007

Doris Gercke (* 7. Februar 1937 in Greifswald; † 25. Juli 2025 in Hamburg) war eine deutsche Schriftstellerin. Bekannt wurde sie vor allem durch ihre Krimibuchreihe Bella Block, die später vom ZDF verfilmt wurde.

## Leben
Doris Gercke wurde 1937 in eine Greifswalder Arbeiterfamilie geboren, die 1949 nach Hamburg flüchtete. Nach dem Schulbesuch des Hamburger Gymnasiums Lerchenfeld von 1951 bis 1954, den sie abbrechen musste, weil ihre Eltern das damals geforderte Schulgeld nicht mehr aufbringen konnten, absolvierte sie eine Ausbildung zur Verwaltungsbeamtin. Sie heiratete mit 20 Jahren. Nach der Geburt ihres zweiten Kindes gab sie ihren Beruf auf und lebte als Hausfrau und Mutter. 1970 trat sie der DKP bei.
1980, nach 15-jähriger Erziehungspause, machte sie das Begabtenabitur und studierte Rechtswissenschaften. Den Beruf der Juristin übte sie aber nie aus. Stattdessen entschied sie sich 1988, ihren ersten Roman zu schreiben: Weinschröter, du mußt hängen. Ursprünglich inspirieren ließ sie sich dabei nach eigenen Angaben durch Romane von Raymond Chandler sowie des schwedischen Autorenpaars Maj Sjöwall und Per Wahlöö. Der Krimi um die Ermittlerin Bella Block wurde ein Erfolg. Darauf folgten zahlreiche weitere Kriminalromane mit derselben Protagonistin. Die Figur der selbstbewussten, raubeinigen und trinkfesten Kriminalbeamtin wurde durch die Fernsehverfilmungen mit Hannelore Hoger in der Titelrolle einem breiten Publikum ein Begriff. Die Drehbücher wurden später jedoch von anderen Autoren verfasst, nachdem sie die Rechte an der Fernsehfigur abgegeben hatte. Gercke schrieb auch Kinder- und Jugendbücher, Romane und Storys sowie Lyrikbände.

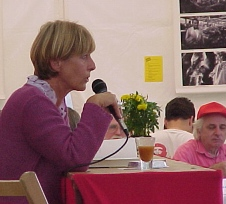
Doris Gercke, 2001

Gercke fühlte sich mit der Friedensbewegung sowie dem Kampf gegen Neofaschismus verbunden, war allerdings kein Parteimitglied mehr. Sie nahm regelmäßig an Veranstaltungen wie den Ostermärschen, Demonstrationen und Konferenzen der linken Opposition teil. Sie war Mitglied im PEN-Zentrum Deutschland und Mitgründerin des Netzwerks HERland – Feministischer Realismus in der Kriminalliteratur, das sie bei ihrem alljährlichen Kolloquium in Hamburg 2023 zur Ehrenvorsitzenden wählte.
Doris Gercke starb im Juli 2025 im Alter von 88 Jahren in Hamburg.

## Auszeichnungen
- 1991 Schwedischer Krimipreis (International) für: Du skrattade, du ska dö. Skriftställarna, Lund 1991 (dt.: Weinschröter, du musst hängen. Edition Galgenberg, Hamburg 1988)
- 2000 Glauser Ehrenpreis der Vereinigung deutschsprachiger Krimiautoren – Syndikat für das „Gesamtschaffen einer Person im Dienste des deutschen Krimis“

## Bibliografie

### Lyrik
- Eisnester. Gedichte. Hoffmann und Campe, Hamburg 1996, ISBN 3-455-02292-8.

### Romane
- Kein fremder Land. Hoffmann und Campe, Hamburg 1993, ISBN 3-455-02287-1.
- Milenas Verlangen. Roman. Unter Pseudonym: Marie-Jo Morell. Ullstein, München 2002, ISBN 3-550-08363-7.
- Beringers Auftrag. Ullstein, München 2003, ISBN 3-550-08423-4.
- Pasewalk. Eine deutsche Geschichte. Hoffmann und Campe, Hamburg 2009, ISBN 978-3-455-40188-2.
- Frisches Blut. Deutsche Geschichten. Ariadne bei Argument, Hamburg 2018; ISBN 978-3-86754-235-7

#### Kriminalromane
- Der Tod ist in der Stadt. Roman. Hoffmann und Campe, Hamburg 1998, ISBN 3-455-02294-4.
- Duell auf der Veddel. Ein Krimi-Märchen. Hamburger Abendblatt, Hamburg 2001, ISBN 3-921305-47-0.
- Wo es wehtut. Ein Milena-Proháska-Krimi. Haymon, Wien 2016, ISBN 978-3-7099-7259-5
- Die Nacht ist vorgedrungen. Ariadne bei Argument, Hamburg 2022, ISBN 978-3-86754-250-0

#### Krimis der Bella-Block-Reihe
- Weinschröter, du mußt hängen. Verlag am Galgenberg, Hamburg 1988, ISBN 3-925387-41-2.
- Nachsaison. Verlag am Galgenberg, Hamburg 1989, ISBN 3-925387-46-3.
- Moskau meine Liebe. Verlag am Galgenberg, Hamburg 1989, ISBN 3-925387-59-5.
- Der Krieg, der Tod, die Pest. Verlag am Galgenberg, Hamburg 1990, ISBN 3-925387-69-2.
- Die Insel. Verlag am Galgenberg, Hamburg 1990, ISBN 3-925387-74-9.
- Kinderkorn. Verlag am Galgenberg, Hamburg 1991, ISBN 3-925387-89-7.
- Ein Fall mit Liebe. Hoffmann und Campe 1994, ISBN 3-625-20394-4.
- Auf Leben und Tod. Hoffmann und Campe 1995, ISBN 3-455-02289-8.
- Dschingis Khans Tochter. Hoffmann und Campe, Hamburg 1996, ISBN 3-455-02293-6.
- Die Frau vom Meer. Hoffmann und Campe, Hamburg 2000, ISBN 3-455-02295-2.
- Die schöne Mörderin. Ullstein, Berlin 2001, ISBN 3-89834-032-5.
- Bella Ciao. Ullstein, München 2002, ISBN 3-550-08377-7.
- Schlaf, Kindchen, schlaf. Ullstein, München 2004, ISBN 3-550-08607-5.
- Georgia. Hoffmann und Campe, Hamburg 2006, ISBN 3-455-40013-2.
- Schweigen oder Sterben. Hoffmann und Campe, Hamburg 2007, ISBN 978-3-455-40076-2.
- Tod in Marseille. Hoffmann und Campe, Hamburg 2010, ISBN 978-3-455-40285-8.
- Zwischen Nacht und Tag. Hoffmann und Campe, Hamburg 2012, ISBN 978-3-455-40424-1.

### Kinder- und Jugendliteratur
- Versteckt – Kinderkrimi. Espresso/Elefanten Press Verlag, Berlin 1993, ISBN 3-88520-430-4.
- Für eine Hand voll Dollar. Jugendbuch. Elefanten Press bei Bertelsmann 1998, ISBN 978-3-88520-687-3.

## Diskografie

### Hörbücher
- 2002: Bella Ciao, Ullstein Hörverlag München, gelesen von Hannelore Hoger, 4 CDs (288 Min.), ISBN 3-550-09068-4

### Hörspiele
- 1992: Am Hoffnungsberg, NDR, 55 Minuten.
- 1994: Horace McCoy: Schatten der Vergangenheit, NDR/HR/SWF, 52 Minuten, Hörspielbearbeitung von Doris Gercke.
- 1995: Niederlage, NDR, 49 Minuten.
- 1995: Tony Fenelly: Mord auf der Klappe, NDR, 55 Minuten, Hörspielbearbeitung von Doris Gercke.
- 1997: Das tote Haus, NDR 44 Minuten.
- 2000: Vor Gericht, NDR/DLB 54 Minuten.
- 2001: Wex. Ein Gefängnispsychologendrama. Produktion: NDR; Länge: 54 Minuten; Regie: Alexander Schuhmacher; mit: Matthias Matschke, Judith Engel, Nina Weniger, Konstantin Graudus u. a.[5]